# Cijfers Liegen Niet
Cijfers Liegen Niet was een Vlaams televisieprogramma gepresenteerd door Francesca Vanthielen. Het programma werd vanaf de lente van 2012 uitgezonden op de commerciële televisiezender VTM. Het spitste zich toe op cijfers, gehaald uit enquêtes en bepaalde studies. Wegens tegenvallende kijkcijfers kreeg het programma na het eerste seizoen geen vervolg.

## Verloop
Franscesca Vanthielen haalde elke week enkele resultaten naar boven en liet daar bepaalde mensen die eventueel de studie konden verantwoorden, aan het woord. Ook mensen die dachten hier niet mee akkoord te gaan, kwamen aan bod.